# Fettehennenstraße

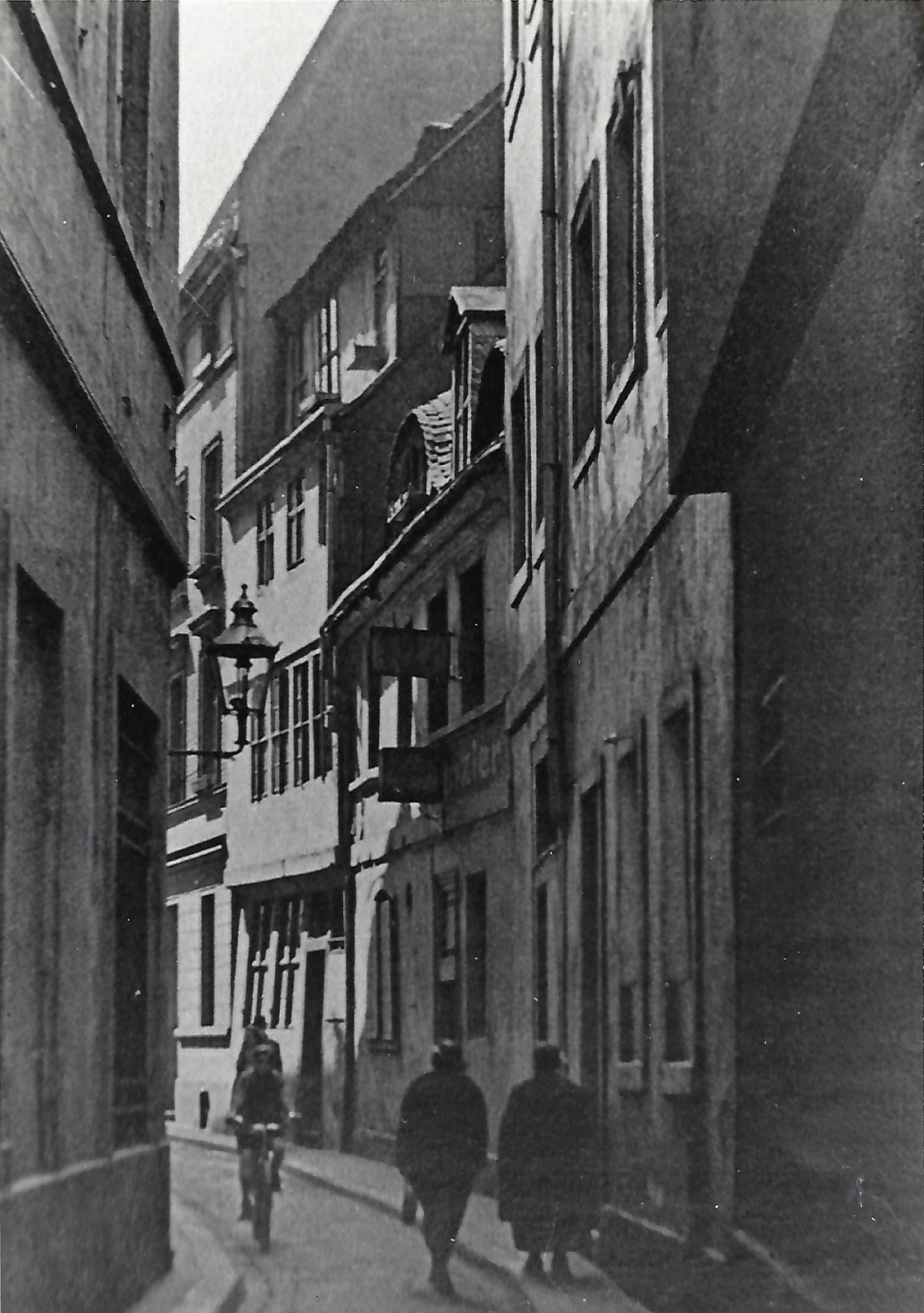
Blick durch die Fettehennenstraße, wohl nach Norden Richtung Alter Markt

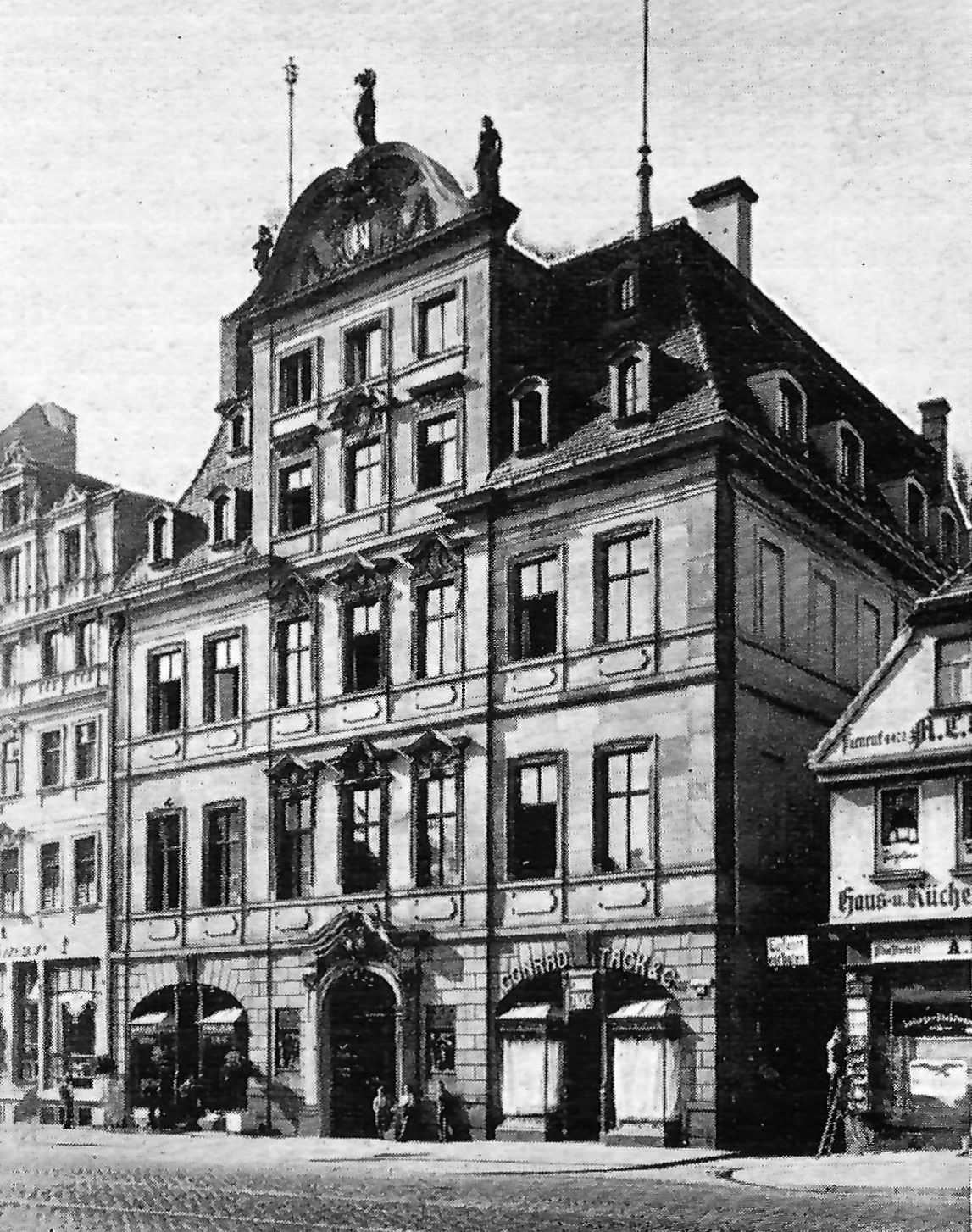
Einmündung der Fettehennenstraße auf den Alten Markt (rechts des Hauses)

Die Fettehennenstraße war eine Straße in Magdeburg im heutigen Sachsen-Anhalt. Nach Zerstörungen im Zweiten Weltkrieg wurde die Straße aufgegeben und überbaut.

## Lage und Verlauf
Die Straße befand sich in der Magdeburger Altstadt. Sie begann im Süden an der Dreienbrezelstraße gegenüber der Einmündung der Schmiedehofstraße und verlief in nördlicher Richtung, bis sie westlich des Hauses Zum goldenen Greif auf der Südseite des Alten Markts einmündete. Westlich der Straße verlief in geringem Abstand parallel die Lödischehofstraße. In etwas größerer Entfernung, aber ebenfalls weitgehend parallel, lag östlich die Hartstraße.
Die Hausnummerierung verlief von der Nummer 1 nahe am südöstlichen Ende aufwärts entlang der Ostseite bis zur Nummer 5. Auf der Westseite ging es weiter mit der Nummer 6 aufsteigend nach Süden bis zur Nummer 11 nahe der Dreienbrezelstraße. Auf der Ostseite wies die Straße eine kleine Ausbuchtung, die Tasche, auf. Die Länge der Straße betrug etwa 150 Meter.
Heute befindet sich am südlichen Beginn des Bereichs der Fettehennenstraße der nördliche Mittelteil des Allee-Centers. Der Bereich kreuzt dann die Ernst-Reuter-Allee und verläuft durch den dort errichteten Häuserblock bis zum Alten Markt. Am heutigen Gebäude Alter Markt 3 markiert das Hauszeichen Zur fetten Henne in etwa den Bereich der ehemaligen Einmündung der Straße.

## Geschichte
Der Name der Straße geht auf das in der Straße befindliche Haus Nummer 9, das Haus Zur fetten Henne zurück und war seit 1631 praktisch ausschließlich in Gebrauch. Im 17. Jahrhundert wurde für den Bereich, nicht nur für die konkrete Straße, auch der Name Im Kleinschmieden verwandt. Im Magdeburger Straßenverzeichnis von 1552 finden sich für die Straße die Namen Beienhof und Rohelstraße, die aber anderweitig nicht erwähnt sind. Ein Beienhof ist ein Holzhof, was vermuten lässt, dass sich damals ein solcher in der Straße befand. Möglicherweise war Beien aber auch lediglich ein Familienname. Rohel könnte auf eine Rollstraße, eine mit einem drehbaren Kreuz abgesperrte Straße, hinweisen.
Während des Zweiten Weltkriegs wurde der Bereich stark zerstört. In der Folge fanden archäologische Untersuchungen statt. Dabei wurde vor dem Grundstück Nummer 4, in der sackartigen Erweiterung der Fettehennenstraße zwei Kalkbrenngruben gefunden, die wohl im 12. Jahrhundert, vermutlich beim Aufbau am Alten Markt zur Zeit von Erzbischof Wichmann, entstanden. Dort wurden auch diverse Scherben und ein zweiseitiger Dreilagenkamm gefunden. Darüber hinaus fand man Reste von Kugelgefäßen aus der Zeit um 1000 bis ins 12. Jahrhundert, die auf eine Verbindung in den niedersächsischen Raum deuten. Weiterhin Reste von mit Wellen verzierten Standbodengefäßen und von slawischen Standbodengefäßen aus der Zeit zwischen 1000 und 1200. Zwischen den Häusern 4 und 9 fand sich eine Abfallgrube aus dem frühen 12. Jahrhundert mit ähnlichen Funden.
In der Zeit der DDR wurde die Straße nicht wieder aufgebaut, sondern war im südlichen Teil unbebaut Teil des Zentralen Platzes. Der mittlere Teil wurde durch die Verkehrsfläche der Wilhelm-Pieck-Allee, der heutigen Ernst-Reuter-Allee, überbaut, der nördliche durch einen neu errichteten Gebäudeblock, der die Südseite des Alten Markts begrenzt. Dort befindet sich am Haus Alter Markt 3 das Hauszeichen Zur fetten Henne. In den 1990er Jahren wurde auf der Fläche des Zentralen Platzes dann das Allee-Center errichtet.

## Historische Häuser der Fettehennenstraße
| Hausnummer | Name             | Bemerkungen | Gewerbliche Nutzung vor der Zerstörung | Bild                                                |
| ---------- | ---------------- | --- | -------------------------------------- | --------------------------------------------------- |
| 1          |                  | 1631 gehörte das Haus, zu dem wohl auch die Nummer 2 gehörte, Andreas Hakenberg, noch vor 1651 wurde Georg Beuteler Eigentümer. In der Zeit vor 1683 wurde das, wohl in Folge der Zerstörung Magdeburgs im Jahr 1631 unbebaute Grundstück, vom Stellmacher Paul Paris bebaut. Seine Witwe verkaufte 1683 das Gebäude für 160 Taler an den Schneider Jakob Hamburger (auch Hamberger). Im Jahr 1693 veräußerte Hamburger das Haus für 230 Taler an den Bortenwirker Daniel Dietz. Später besitzt es, möglicherweise als zweiter Ehemann der Witwe Dietz, der Bortenwirker Christian Hilmar König. Er verkaufte 1699 für 250 Taler an den Strumpfstricker Christian Schermke (auch Schermbeck), der seinerseits 1715 für 250 Taler an den Raschmacher Jakob Selheim veräußerte. Selheim verkaufte 1720 an Anna Margarete Seydlitz, die bis 1738 Eigentümerin blieb. |                                        |                                                     |
| 2          |                  | In der Zeit um 1631 gehörte das Grundstück vermutlich mit zur Nummer 1. Für die Jahre 1651 und 1653 zahlte der Kunstpfeifer Christoph Alhelm die Steuern für die Stätte. 1676 verkauften es seine Erben für 180 Taler an den Miterben Kammmacher Peter Baumreich. Seine Witwe veräußerte 1694 für 140 Taler an den Schneider Jakob Hamburger. Von ihm erwarb es 1699 für 200 Taler der Tabakspinner Jean Bodu (auch Bodou oder Potto), dessen Witwe es 1714 für 300 Taler an Georg Moritz verkaufte. In den Jahren 1715 und 1717 war der Informator Johann Christoph Liebegott als Eigentümer eingetragen. 1722 erwarb es Johann Gottfried Ulrich für 500 Taler. |                                        |                                                     |
| 3          |                  | Im Jahr 1631 gehörte das Haus der Witwe von Johann Margborn (vermutlich eigentlich Marburg). Vor 1651 gehörte ein Haus hier Christoph Marburg, der es seinem Schwiegersohn, dem Mützenmacher Hans Rink (auch Ring oder Ringel) vererbte. Rink verkaufte für 350 Taler im Jahr 1652 an den Schneider Veit Büttner. Später gehörte es dem Schneider Hamburger, dem auch die Häuser Nummer 1 und 2 gehörten. 1693 war der Hutmacher Hans Balzer Weithäuser Eigentümer. Seine Erben verkauften das Haus und das Haus Nummer 4 im Jahr 1717 für 720 Taler an Joachim Andreas Weithäuser. |                                        |                                                     |
| 4          |                  | 1631 war das Grundstück in drei Stätten unterteilt. Eine gehörte den Erben von Abraham Hesse, eine andere der Witwe von Johann Korts bzw. Martin Kurd, die Dritte dem Beutler Hans Dreyer. 1634 kaufte der Bürstenbinder Joachim Schwartze die erste Stätte für 100 Taler. Er erwarb dann auch die beiden anderen Grundstücke und bebaute die so vereinigten Stätten bis 1651 mit einem Haus. 1642 wurde das Haus in den Grundbuchakten einmal, vermutlich versehentlich, als Zur fetten Henne bezeichnet. Von Schwartze erbte es sein Schwiegersohn, der Drechsler Hans Feist (auch Feutz). Seine Witwe verkaufte es 1693 an den Schneider Hamberger, der es schon 1694 an den Hutmacher Weithäuser für 192 Taler verkaufte, dem auch das Haus Nummer 3 gehörte. Bis ins 18. Jahrhundert hinein blieb das zusammengefasste Eigentum bestehen. |                                        |                                                     |
| 5          |                  | Im Jahr 1631 war Sebastian Gensicke Eigentümer. Seine Erben verkauften die Stätte 1639 für 65 Taler an Andreas Wiesecke, dem das benachbarte Brauhaus Hartstraße 7 gehörte. Er nahm das Gebäude als Hinterhaus zu seinem Brauhaus. Die Funktion als Hinterhaus blieb bis 1703 bestehen. In diesem Jahr verkaufte die Witwe von Joachim Hellwig das Vorderhaus in der Hartstraße, behielt jedoch das Hinterhaus sowie ein dazugehöriges Brennhaus. Von ihr erbte Heinrich Schultze, der 1716 verstarb. Seine Erben blieben bis 1718 Eigentümer, dann bis 1720 seine Witwe. Sie verkaufte an Johann Adolf Schultze für 1000 Taler. Nach der Zerstörung wurde bei archäologischen Grabungen auf dem Grundstück eine Abfallgrube mit Keramik aus dem 13. und 14. Jahrhundert gefunden sowie Reste von Kugeltöpfen aus dem 12. Jahrhundert. |                                        |                                                     |
| 5a         |                  | Das Gebäude gehörte über lange Zeiträume als Hinterhaus zum Grundstück Lödischehofstraße 12. Anfang des 18. Jahrhunderts war das Grundstück für einige Jahre abgetrennt. Im 19. Jahrhundert erhielt es die eigene Hausnummer. Es blieb jedoch bis zumindest in die 1930er Jahre Hinterhaus. |                                        |                                                     |
| 6          |                  | Vermutlich gehörte das Haus 1631 der Witwe von Kurt Schrader. Als Eigentümer folgte Andreas Keller und dann die Erben des Schneiders Hans Borchert. Darauf gehörte die Stätte Samuel Witte, der es 1653 für 25 Taler an den Kleinschmied Hans Krüger veräußerte. Krüger bebaute das Grundstück und erwarb 1659 für 30 Taler noch ein Grundstück hinzu, das Barbara Bossert von Valentin Ölze geerbt hatte. Die Erben Hans Krügers verkauften das Anwesen dann 1687 für 110 Taler an den Kleinschmied Hans Schmidt. Schmidts Erben verkauften später an den Bürstenmacher Gottfried Lieber, dem das benachbarte Grundstück Nummer 7 gehörte, für 200 Taler. 1701 veräußerte Lieber das Haus für 200 Taler an den Messerschmied Christian Ernst Kühne. Von ihm erwarb es 1716 für 200 Taler der Advokat Dr. Johann Meyer, der es noch im gleichen Jahr für den gleichen Betrag an den Schuster Adam Spengler weiterreichte. Spengler blieb bis 1724 Eigentümer. |                                        |                                                     |
| 7          |                  | 1631 war wohl Markus Pabst Eigentümer, auf ihn folgte Paul Hammer. Seine Erben veräußerten die Stätte 1660 an den Schmied Krüger, dem auch das Grundstück Nummer 6 gehörte. 1669 war der Bürstenbinder Joachim Schwartze Eigentümer des Hauses. 1686 gehörte es dann seiner Witwe, die 1690 verstarb. Ihr Erbe war der Bürstenbinder Gottfried Lieber (auch Liebert), der bis 1739 Eigentümer blieb. |                                        |                                                     |
| 8          |                  | Vermutlich war 1631 Moritz Wendehake Eigentümer. Im Jahr 1651 wurde der Nadler Simon Giese geführt, auf ihn folgte Michael Röber. Das Grundstück lag, wohl bedingt durch die Zerstörung Magdeburgs von 1631, über lange Zeit wüst. Der Kammmacher Henning Schmidt war 1701 Eigentümer des Hauses. 1708 verkauften es seine Erben für 222 Taler an den Pantoffler Peter Brückenstein (auch Brickenstein). Er blieb bis 1753 Eigentümer. |                                        |                                                     |
| 9          | Zur fetten Henne | Der Kürschner Valentin Ölze war in den Jahren 1621/1629 Eigentümer, auf ihn folgte sein Sohn Valentin Ölze. Die Stätte erbte dann Barbara Bossert. Ihr Ehemann, der Weißgerber Hans Daniel, war bis um das Jahr 1670 Eigentümer. Er verkaufte für 20 Taler an den Pastetenbäcker Sigismund Christian Schrader. Vollzogen wurde der Verkauf 1671. Schrader bebaute das Grundstück und richtete ein Wirtshaus ein. Er brachte am Haus das Hauszeichen der Fetten Henne an. Es trug seinen Namen und den seiner Ehefrau sowie die Jahreszahl 1670. Schraders Erben verkauften das Gebäude im Jahr 1703 für 400 Taler an den Bäcker Hans Mebus (auch Meves). Seine Witwe blieb bis 1736 Eigentümerin. In der Zeit um 1823 gehörte das Haus dem Korbmacher Christian Ulrich Hauer. 1942/1943 war der Kaufmann R. Keseberg Eigentümer. Als Mieter befand sich im Haus die Güterbeförderung A. Bindenagel. Nach den Zerstörungen im Zweiten Weltkrieg wurde die Fette Henne durch das Bergungsteam von Werner Priegnitz geborgen. Eine von der Firma Paul Schuster aus Sandstein angefertigte Kopie des Steins wurde am 1954 errichteten Haus Alter Markt 3 angebracht. Nach der Zerstörung wurde bei archäologischen Grabungen auf dem Grundstück eine Abfallgrube mit Keramiken aus dem 13. und 14. Jahrhundert gefunden. Darüber hinaus fand man Reste von Kugelgefäßen aus dem 11. und 12. Jahrhundert. |                                        | Hauszeichen Fette Henne am Haus Alter Markt 3, 2023 |
| 10         |                  | 1631 gehörte das Haus dem Pantoffler Melchior Meerhoff (auch Mehrhof). 1651/1653 war dann seine Witwe als Eigentümerin der in Folge der Zerstörung Magdeburgs von 1631 noch wüsten Fläche eingetragen. 1679 war der Fleischer Schrader, der auch Eigentümer der benachbarten Fetten Henne war, Eigentümer. Er bebaute das Grundstück und verkaufte es 1693 für 160 Taler an den Schneider Paul Hakenmeister (auch Hackmeister oder Hackemesser), der bis 1720 Eigentümer blieb. Nach der Zerstörung fanden archäologische Untersuchungen statt. Dabei wurde eine Abfallgrube mit Keramik gefunden. Darunter auch Reste von Standbodengefäße aus der Zeit vor dem Jahr 1000, von Kugeltöpfen niedersächsischer Art aus dem 11. Jahrhundert, von mit Wellen verzierten Standbodengefäßen und slawischen Standbodengefäßen von aus der Zeit vor dem Jahr 1000 bis zum Jahr 1200. |                                        |                                                     |
| 11         |                  | Im Jahr 1631 gehörte das Haus dem Goldschläger Andreas Hakenberg oder aber seinen Eltern. Hakenberg war auch Eigentümer der benachbarten Gebäude Lödischehofstraße 2 bis 4. 1653 verkaufte er die Rudera, gemeint ist ein Schutthaufen bzw. die Trümmer, für 160 Taler an den Marktrichter Niesing, dem das angrenzende Haus Dreienbrezelstraße 14 gehörte. Niesing verkaufte 1661 an den Glockengießer Schreiber, dem ebenfalls die Dreienbrezelstraße 14 gehörte. Später wurden die Grundstücke wieder getrennt. 1693 und 1699 wurde die Witwe von Lorenz Lüddecke als Eigentümerin geführt, 1708 der Maurer Michael Felgentreff. Im Jahr 1716 verkaufte Felgentreff wieder, da er Soldat wurde. Neuer Eigentümer wurde der Schneider Johann August Wieprecht, der 1720 das Anwesen an den Bürgermeister der Kolonie, Gabriel Christoph Köhler (auch Colerus). Köhler blieb bis 1751 Eigentümer. |                                        |                                                     |